# María José Oyarzún
María José Oyarzún Solís (Osorno, 23 de octubre de 1982) es una profesora y política chilena. Fue miembro de la Convención Constitucional en representación del 7° Distrito, Región de Valparaíso.

## Biografía
Nació el 23 de octubre de 1982, en Osorno. Hija de Héctor Oyarzún Triviño y de Claudina Solís Ibáñez. Hizo su enseñanza media en el Colegio Diocesano Obispo Labbé, de Iquique. Luego entró a estudiar en la Universidad de Valparaíso, donde se tituló de profesora de Enseñanza Media en Filosofía. Laboralmente se ha desempeñado como profesora universitaria de feminismo y diversidad sexual, y fue fundadora de la Red Interdisciplinaria de Género de la Universidad de Valparaíso.

### Trayectoria política
Es militante de Revolución Democrática, siendo una de las fundadoras del partido en Valparaíso. También formó parte de la directiva nacional del Movimiento Marca AC y fue vocera y articuladora de la “Bancada por la Asamblea Constituyente”.
En las elecciones de convencionales constituyentes de Chile de 2021 se presentó como candidata a la Convención Constitucional por el distrito 7, en representación de Revolución Democrática, en el pacto Apruebo Dignidad. Obtuvo 2.613 votos, correspondientes a un 0,79% del total de sufragios válidamente emitidos. Ingresó a la Convención vía corrección por paridad.
Dentro de la Convención Constitucional, durante el proceso de discusión de su Reglamento, integró la comisión de Presupuestos y Administración Interior. Posteriormente se incorporó a la comisión temática sobre Principios Constitucionales, Democracia, Nacionalidad y Ciudadanía. En mayo de 2022 comienza a trabajar en la comisión de Preámbulo.
Después de ser convencional constituyente, en octubre de 2022 asumió como jefa de gabinete de la seremi de Salud de la Región de Valparaíso, Lorena Cofré.
En octubre de 2023 fue electa como Tesorera de la Directiva Nacional de Revolución Democrática.

## Historial electoral

### Elecciones de convencionales constituyentes de 2021
- Elecciones de convencionales constituyentes de 2021, para convencional constituyente por el distrito 7 (Algarrobo, Cartagena, Casablanca, Concón, El Quisco, El Tabo, Isla de Pascua, Juan Fernández, San Antonio, Santo Domingo, Valparaíso, Viña del Mar)[3]

| Candidato                  | Pacto               | Partido | Votos  | %    | Resultados   |
| -------------------------- | ------------------- | ------- | ------ | ---- | ------------ |
| Jaime Bassa Mercado        | Apruebo Dignidad    | ILYQ    | 43 507 | 13.1 | Convencional |
| Jorge Arancibia Reyes      | Vamos por Chile     | ILXP    | 21 523 | 6.5  | Convencional |
| Camila Zárate Zárate       | La Lista del Pueblo | ILZN    | 18 939 | 5.7  | Convencional |
| Agustín Squella Narducci   | Lista del Apruebo   | ILYB    | 17 710 | 5.3  | Convencional |
| Tania Madriaga Flores      | La Lista del Pueblo | ILZN    | 15 017 | 4.5  | Convencional |
| Raúl Celis Montt           | Vamos por Chile     | RN      | 13 733 | 4.1  | Convencional |
| Tomás Lagomarsino Guzmán   | La Lista del Pueblo | ILZN    | 12 614 | 3.8  |              |
| Luis Cuello Peña y Lillo   | Apruebo Dignidad    | PCCh    | 12 199 | 3.7  |              |
| Juan Rodríguez Oyarzún     | Vamos por Chile     | ILXP    | 12 075 | 3.6  |              |
| Cristián Bellei Carvacho   | Apruebo Dignidad    | ILYQ    | 9802   | 3.0  |              |
| Constanza Valdés Contreras | Apruebo Dignidad    | COM     | 6634   | 2.0  |              |
| Hotuiti Teao Drago         | Vamos por Chile     | ILXP    | 4974   | 1.5  |              |
| Pedro Cayuqueo Millaqueo   | Lista del Apruebo   | ILYB    | 4761   | 1.4  |              |
| María José Oyarzún Solís   | Apruebo Dignidad    | RD      | 2584   | 0.8  | Convencional |